# Daniel Powter
Daniel Robert Powter (født 25. februar 1971) er en canadisk Grammy Award-nomineret musiker. Han voksede op i Vernon, Britisk Columbia, i Okanagan Valley regionen af Britisk Columbia.

## Tidlig succes
Daniel Powter udgav sit debutalbum I'm Your Betty i 2000. Albummet, som kun blev udgivet i meget få eksemplarer, betragtes som en samlergenstand pga. dens sjældenhed. Det indeholdt 10 sange.
Daniel Powters første single, "Bad Day" debuterede ikke i hans hjemland Canada, men i stedet i Europa i midten af 2005. Den blev valgt af Warner Brothers til indsendelse til kommerciel produktion og blev efterfølgende valgt af The Coca-Cola Company som temasang til en reklamekampagne i Europa. Powter sang sangen live ved sæsonens næstsidste afsnit 23. maj 2006. Sangen blev spillet meget i de fleste europæiske lande, deriblandt Danmark, og blev #3 på den overordnede europæiske liste over sange spillet i radioen. Den klarede sig bedst i Tyskland, hvor blev den mest spillede sang i radioen overhovedet, og i Irland hvor den nåede #1 på Singles Chart, Italien, hvor den blev #1 i sommeren 2005 og Storbritannien, hvor den blev nummer to på singlehitlisten og derefter forblev i top 10 i 13 uger. sangen ``Bad Day´´ er også blevet brugt i filmen Alvin og de frække jordegern
I USA blev sangen nummer 1 på Billboard Hot 100 syv uger efter den blev udgivet, og røg også ind på nummer 1 på Adult Top 40 og Adult Contemporary listerne. Det gjorde Powter til den første canadiske mandlige solist som toppede Hot 100 siden Bryan Adams i 1995 (med sangen "Have You Ever Really Loved A Woman?"). Derudover blev "Bad Day" brugt meget af American Idol i showets  femte sæson. 
I Australien blev "Bad Day" nummer 3. Sangen blev også nummer 1 i Powter's hjemland Canada. Den kom på femtepladsen på den britiske The Record of the Year 2005. 
2. juli 2005 optrådte Powter på Berlin-afdelingen af Live 8, en gruppe af koncerter i ni lande, som skulle gøre opmærksom på fattigdom i Afrika, og presse verdens ledere til støtte.
1. april 2006 blev han Best New Artist ved de canadiske Juno Awards.
I musikvideoen til "Bad Day" medvirkede skuespillerinden Samaire Armstrong (bedst kendt for sin rolle som Anna i den populære amerikanske tv-serie The O.C.) og Jason Adelman.

## Trivia
- Powters hit "Bad Day" blev spillet på femte sæson af American Idol hver gang en deltager blev elimineret.

- "Bad Day" bruges ofte som arenamusik til sportsbegivenheder; den spilles ofte når et hold taber, eller der sker noget dårligt i løbet af kampen (f.eks. hvis en stjernespiller bliver skadet). Den har bl.a. været brugt i VM i fodbold 2006.

- Daniel Powter er ordblind.

## Diskografi

### Studiealbum
- 2000: I'm Your Betty
- 2005: Daniel Powter
- 2008: Under the Radar
- 2012: Turn on the Lights

### Opsamlingsalbum
- 2007: B-Sides
- 2010: Best of Me

### EP'er
- 2005: Bad Day EP
- 2005: Free Loop EP
- 2008: iTunes Live from Tokyo
- 2008: Songs from Under the Radar

### Singler
- 2005: Bad Day - fra albummet Daniel Powter
- 2005: Free Loop (One Night Stand) - fra albummet Daniel Powter
- 2005: Jimmy Gets High - fra albummet Daniel Powter
- 2006: Lie to Me - fra albummet Daniel Powter
- 2006: Love You Lately - fra albummet Daniel Powter
- 2008: Next Plane Home - fra albummet Under the Radar
- 2009: Best of Me - fra albummet Under the Rader
- 2009: Whole World Around - fra albummet Under the Rader
- 2010: Lose to Win - fra albummet Best of Me
- 2010: Happy Xmas (War Is Over) - fra albummet Best of Me
- 2012: Cupid - fra albummet Turn on the Lights

## Fodnoter
1. ↑  "Bad Day bliver #1 på ISC d. 18 august 2005". Arkiveret fra originalen 13. marts 2007. Hentet 24. juni 2007.